# پارک باستان‌شناسی هیلی
پارک باستان‌شناسی هیلی (عربی: حَدِيْقَة آثَار ٱلْهِيْلِي) یک محوطه باستان‌شناسی مربوط به عصر برنز است که در العین واقع در امارت ابوظبی در کشور امارات متحده عربی قرار دارد.

## توصیف و تاریخ
هیلی بزرگ‌ترین محوطه عصر برنز در امارات است و قدمت آن به هزاره سوم پیش از میلاد می‌رسد. بقایای دیگر شامل شهرک‌ها، مقبره‌ها و یک قنات مربوط به عصر آهن است. بخشی از این محوطه خارج از پارک و در یک منطقه حفاظت‌شده قرار دارد. یافته‌های این محوطه را می‌توان در موزه ملی العین در مرکز شهر العین مشاهده کرد. مقبره بزرگ هیلی برجی به قطر ۱۲ متر (۳۹ فوت) است که بازسازی شده است. این مقبره‌ها متعلق به فرهنگ ام‌النار است.
در ماه مه ۲۰۱۹، اداره فرهنگ و گردشگری ابوظبی گزارش داد که اثر انگشت‌هایی مربوط به حدود ۳۰۰۰ سال در محوطه دوم هیلی پیدا شده است. ظاهراً این آثار متعلق به صنعتگرانی بوده است که دیواری در این مکان ساخته‌اند.